# Николас Стено
Николас Стено (дан. Niels Stensen, лат. Nicolaus Stenonis; Копенхаген, 10. јануар 1638 — Шверин, 25. новембар 1686) је био пионир у анатомији и геологији.
Стено је рођен у Копенхагену, и након завршетка студија у истом граду, кренуо је на путовање по Европи; у ствари, до краја живота је путовао.

## Научни рад
Стено је прво студирао анатомију, у почетку се фокусирајући на мускулаторни систем и на природу мишићних контракција. Употребио је геометрију да би показао да контракцијом мишић мења свој облик али не и запремину.

### Доприноси палеонтологији и геологији
Он је проучавајући главу велике ајкуле 1667. приметио невероватну сличност зуба са неким каменим објектима (окамењени, заробљени у стени) који су нађени у формацији стена. Од тада он је заступао становиште да ти камени објекти јесу некада били зуби античке ајкуле, који су били закопани у блату или песку на дну мора а онда се на сувом формирала стена. Постојала је разлика између окамењених зуба и зуба савремених ајкула али је Стено бранио своју теорију ставом да се хемијски састав фосила може променити без промене облика.
Радећи на овоме дошао је до следећег питања: како се неки чврсти објекат може наћи унутар неког другог чврстог објекта, као што је стена или геолошки слој?
Публиковао је своја геолошка открића у De solido intra solidum naturaliter contento dissertationis prodromus, или Прелиминарна расправа дисертацији о чврстим телима која се природно јављају унутар других чврстих тела 1669. Стено није био први који је препознао да су фосили некада били живи организми; његови савременици Роберт Хук и Џон Реј су се такође спорили да су фосили остаци некадашњих живих организама.
Стено, је у свом раду Dissertationis prodromus из 1669 изнео три принципа фундаментална за формирање стратиграфије као науке:
| - | закон суперпозиције | …у време када се било који одређени стратум (слој) формирао, материјал који је лежао преко њега био је течан, и, зато, у време када је доњи слој формиран, слој изнад њега није постојао. | (енгл. ) | - | принцип првобитне хоризонталности | Стратум било да је управан на хоризонт или нагнут некада је био паралелан са хоризонтом. | (енгл. ) | - | принцип латералног континуитета | Материјал који је формирао стратум био је континуалан преко површине Земље осим ако није било неких чврстих тела које су му стајале на путу. | (енгл. ) | - | принцип пресечних дисконтинуитета | Уколико тело или дисконтинуитет пресеца стратум, тада су они млађи од стратума. | (енгл. ) | - |

Референца Paul Eric Olsen, Columbia University 
Ови принципи су примењени и проширени 1772 од стране Жан Баптиста Л. Romé de l'Isle.
Још један принцип, познат једноставно као Стенов закон, или Стеноов закон о константним угловима, тврди да су углови између кореспондирајућих пљосни кристала исти за све примерке истог минерала, представљао је фундаментални пробој који је формирао основе за сва истраживања кристалне структуре.

## Најзначајнији радови
- О чврстим телима која се природно налазе унутар чврстих тела (1669)
- (1669)
- Анатомска запажања (1662)
- Discours de Monsieur Stenon sur L'Anatomie du Cerveau (Предавање господина Стеноа о анатомији мозга, Париз 1669)